# Antonino Votto
Antonino Votto (Piacenza, Italia, 30 de octubre de 1896-Milán, 9 de septiembre de 1985) fue un director de orquesta italiano.
En el Conservatorio de Nápoles estudió con A. Longo (piano) y C. de Nardis (composición). Debuta como pianista en Trieste en 1919 y ejerce como profesor del conservatorio. Seguidamente se presenta en Roma, también como concertista, en la Academia de Santa Cecilia. Pasa ejercer la docencia en el Conservatorio de Milán (1919-1921), donde entre otros alumnos tuvo a Gianfranco Rivoli, y años más tarde a (años 1950) Giorgio Gaslini.
Tras iniciarse en la dirección como maestro sustituto en la Polietama Rossetti de Trieste, fue asistente de Héctor Panizza en el Teatro Colón de Buenos Aires y de Toscanini en La Scala. En este teatro, dirigiría Manon Lescaut en 1923. Sin embargo, sus primeros éxitos como director, los alcanzaría en el Covent Garden de Londres con Madama Butterfly y en Udine con Nerón, de Boito.
Su carrera internacional le llevaría después a Barcelona (1930-1931), Praga (1932), Bélgica y Holanda (1934-1935), Ginebra (1936) y El Cairo (1939). Desde 1941 hasta 1967, fue titular de la cátedra de dirección de orquesta en el Conservatorio de Milán, donde tendría como alumnos, entre otros, Luciano Chailly, Claudio Abbado, Alberto Zedda y Riccardo Muti.
Desde 1948, su principal actividad como director estuvo ligada a La Scala, donde dirigiría algunas de las más celebradas interpretaciones de María Callas, como La Vestale, Norma, La sonnambula o Poliuto. Sin embargo, no dejó de dirigir en otros centros líricos, como el Maggio Musicale Fiorentino, la Arena de Verona o la Ópera de Chicago.

## Discografía seleccionada
- Bellini: Norma, Callas, Simionato, del Monaco, Zaccaria; Orquesta del Teatro de La Scala, ARKADIA.
- Bellini: La sonnambula, Callas, Monti, Zaccaria, Cossotto; Orquesta de La Scala, EMI.
- Donizetti: Poliuto, Callas, Corelli, Bastianini,; Orquesta del teatro de La Scala, MELODRAM.
- Ponchielli: La Gioconda, Callas, Poggi, Silveri, Barbieri; Orquesta de la RAI de Turín, FONIT CETRA.
- Verdi: Un ballo in maschera, Callas, Di Stefano, Gobbi, Barbieri; Orquestra del Teatro de La Scal, EMI